# Kategoria e Parë 1932
Die Kategoria e Parë 1932 (sinngemäß: Erste Liga) war die dritte Austragung der albanischen Fußballmeisterschaft. Die Saison begann am 17. April und endete am 3. Juli 1932. Sie wurde vom albanischen Fußballverband Federata Shqiptare e Futbollit ausgerichtet.

## Saisonverlauf
Nach der vorherigen Spielzeit hatte sich der KF Urani Elbasan in KS Skampa Elbasan umbenannt. Im Vorjahr waren der SK Vlora und der SK Muzaka abgestiegen, und da es keine Aufsteiger gab, wurde die Kategoria e Parë 1932 nur noch mit fünf Teams ausgetragen. Die Mannschaften wurden auch nicht wie im vorherigen Jahr in zwei Gruppen aufgeteilt, sondern wie in der Meisterschaft von 1930 wurde der Titel in einer einzigen Staffel ausgetragen, in der der fünfte und letzte Rang der Abstiegsplatz in die damals noch zweitklassige Kategoria e dytë war. Auch wurde erstmals auf die Austragung von Finalspielen zur Ermittlung des Meisters verzichtet. Die Hinrunde dauerte vom 17. April bis zum 22. Mai, die Rückrunde vom 5. Juni bis zum 3. Juli.
In 20 Spielen fielen 87 Treffer, was einem Torschnitt von 4,35 pro Partie entspricht. Torschützenkönig wurde vermutlich Haki Korça vom SK Tirana, absolute Sicherheit besteht aber wegen fehlender statistischer Aufzeichnungen nicht.
Zum dritten Mal in Folge sicherte sich der SK Tirana den albanischen Meistertitel. In allen acht Spielen blieb man ungeschlagen und stellte die treffsicherste Offensive (29 Tore) sowie die beste Defensive (6 Gegentore, ebenso wie Bashkimi). Bashkimi Shkodran, das in den beiden vorangegangenen Jahren die Finalspiele jeweils nur knapp verpasst hatte, landete mit zwei Punkten Rückstand punktgleich mit dem letztjährigen Vizemeister Teuta Durrës auf Rang zwei. Nur der vierte Rang blieb für Skënderbeu Korça, das aber immerhin noch fünf Punkte Vorsprung auf den umbenannten KS Skampa Elbasan hatte. Elbasan gelang kein einziger Punkt und nur vier Tore. Zudem kassierte man in nur acht Partien 51 Tore, und mit einem 0:16 in Durrës musste man die bislang höchste Niederlage eines Vereins in der albanischen Erstligageschichte hinnehmen.

## Vereine
| Verein              | Logo                     | Stadt   |
| ------------------- | ------------------------ | ------- |
| KS Teuta Durrës     | Logo Teuta Durrës        | Durrës  |
| KS Skampa Elbasan   | Logo KS Elbasani         | Elbasan |
| KS Skënderbeu Korça | Logo Skënderbeu          | Korça   |
| Bashkimi Shkodran   | Logo FK Vllaznia Shkoder | Shkodra |
| SK Tirana           | Logo SK Tirana           | Tirana  |

## Abschlusstabelle
| Pl. | Verein              | Sp. | S | U | N | Tore    | Quote | Punkte |
| --- | ------------------- | --- | - | - | - | ------- | ----- | ------ |
| 1.  | SK Tirana (M)       | 8   | 5 | 3 | 0 | 029:600 | 4,83  | 13:30  |
| 2.  | KS Teuta Durrës     | 8   | 5 | 1 | 2 | 025:110 | 2,27  | 11:50  |
| 3.  | Bashkimi Shkodran   | 8   | 4 | 3 | 1 | 015:600 | 2,50  | 11:50  |
| 4.  | KS Skënderbeu Korça | 8   | 2 | 1 | 5 | 014:130 | 1,08  | 05:11  |
| 5.  | KS Skampa Elbasan   | 8   | 0 | 0 | 8 | 004:510 | 0,08  | 0:16   |

| (M) | amtierender albanischer Meister |

## Kreuztabelle
| 1932                | SK Tirana | KS Teuta Durrës | Bashkimi Shkodran | KS Skënderbeu Korça | KS Skampa Elbasan |
| SK Tirana           |           | 6:0             | 1:1               | 2:1                 | 6:0               |
| KS Teuta Durrës     | 1:1       |                 | 2:1               | 3:1                 | 16:0              |
| Bashkimi Shkodran   | 0:0       | 2:1             |                   | 2:1                 | 6:0               |
| KS Skënderbeu Korça | 1:4       | 0:1             | 0:0               |                     | 5:0               |
| KS Skampa Elbasan   | 2:9       | 0:1             | 1:3               | 1:5                 |                   |

## Die Mannschaft des Meisters SK Tirana
| 1.             | SK Tirana |
| Logo SK Tirana | Abdullah Shehri, Bexhet Jolldashi, Muhamet Agolli, Vasil Kajani, Rifat Jolldashi, Hyse Kusi, Adem Karapici, Hasan Maluci, Halim Begeja, Selman Stërmasi, Emil Hajnali, Isuf Dashi, Haki Korca, Hajri Jegeni, Gjon Sabati – Trainer: Selman Stërmasi. |